# إنوود (نيويورك)
إنوود (بالإنجليزية: Inwood CDP, New York)‏ هي منطقة سكنية تقع بولاية نيويورك في الولايات المتحدة. تبلغ مساحتها 5.5 كم2، وترتفع عن سطح البحر 3 م، بلغ عدد سكانها 9,792 نسمة في عام 2010 حسب إحصاء مكتب تعداد الولايات المتحدة وتصل الكثافة السكانية فيها 1,780.4 نسمة لكل كيلومتر مربع (4,611.2/ميل2).

## التركيبة السكانية
حدّد مكتب تعداد الولايات المتحدة بيانات التركيبة السكانية لإنوود في تعداد الولايات المتحدة. في ما يلي، التركيبة السكانية حسب تعدادي 2000 و2010.

### تعداد عام 2000
بلغ عدد سكان إنوود 9,325 نسمة بحسب تعداد عام 2000، وبلغ عدد الأسر 3,041 أسرة وعدد العائلات 2,253 عائلة مقيمة في المنطقة السكنية. في حين سجلت الكثافة السكانية 1,695.5 نسمة لكل كيلومتر مربع (4,391.3/ميل2). وبلغ عدد الوحدات السكنية 3,132 وحدة بمتوسط كثافة قدره 569.5 لكل كيلومتر مربع (1,475.0/ميل2).
وتوزع التركيب العرقي للمنطقة السكنية بنسبة 53.25% من البيض و25.87% من الأمريكيين الأفارقة و0.42% من الأمريكيين الأصليين و2.04% من الأمريكيين ذوي الأصول الآسيوية و0.02% من سكان جزر المحيط الهادئ و13.01% من الأعراق الأخرى و5.39% من عرقين مختلطين أو أكثر و26.32% من الهسبانيون أو اللاتينيون من أي عرق.
بلغ عدد الأسر 3,041 أسرة كانت نسبة 43.9% منها لديها أطفال تحت سن الثامنة عشر تعيش معهم، وبلغت نسبة الأزواج القاطنين مع بعضهم البعض 47.2% من أصل المجموع الكلي للأسر، ونسبة 21.1% من الأسر كان لديها معيلات من الإناث دون وجود شريك، بينما كانت نسبة 5.8% من الأسر لديها معيلون من الذكور دون وجود شريكة وكانت نسبة 25.9% من غير العائلات. تألفت نسبة 21.7% من أصل جميع الأسر من عدة أفراد يعيشون في نفس المنزل ونسبة 12.1% كانت تتألف من شخص يعيش بمفرده يبلغ من العمر 65 عاماً أو أكثر. وبلغ متوسط حجم الأسرة المعيشية 3.06، أما متوسط حجم العائلات فبلغ 3.55.
بلغ العمر الوسطي للسكان 34.5 عاماً. وكانت نسبة 27.8% من القاطنين تحت سن الثامنة عشر، وكانت نسبة 8.7% بين الثامنة عشر والرابعة والعشرين عاماً، ونسبة 30.6% كانت واقعةً في الفئة العمرية ما بين الخامسة والعشرين والرابعة والأربعين عاماً، ونسبة 19.7% كانت ما بين الخامسة والأربعين والرابعة والستين، ونسبة 13.1% كانت ضمن فئة الخامسة والستين عاماً فما فوق. يوجد لكل 100 أنثى 88.4 ذكر، ويوجد لكل 100 أنثى في الثامنة عشر من عمرها فما فوق 82.8 ذكر.
بلغ متوسط دخل الأسرة في المنطقة السكنية 41,334 دولارًا، أما متوسط دخل العائلة فبلغ 48,345 دولارًا. وكان متوسط دخل الذكور 36,788 دولارًا مقابل 28,482 دولارًا للإناث. وسجل دخل الفرد الخاص بالمنطقة السكنية 16,009 دولارًا. وكانت نسبة 12.4% من العائلات ونسبة 14.6% من السكان تحت خط الفقر، وكان من هؤلاء نسبة 18.8% تحت سن الثامنة عشر ونسبة 13.7% في الخامسة والستين من العمر وما فوق.

### تعداد عام 2010
بلغ عدد سكان إنوود 9,792 نسمة بحسب تعداد عام 2010، وبلغ عدد الأسر 2,964 أسرة وعدد العائلات 2,236 عائلة مقيمة في المنطقة السكنية. في حين سجلت الكثافة السكانية 1,780.4 نسمة لكل كيلومتر مربع (4,611.2/ميل2). وبلغ عدد الوحدات السكنية 3,153 وحدة بمتوسط كثافة قدره 573.3 لكل كيلومتر مربع (1,484.8/ميل2).
وتوزع التركيب العرقي للمنطقة السكنية بنسبة 48.02% من البيض و24.15% من الأمريكيين الأفارقة و0.74% من الأمريكيين الأصليين و3.31% من الأمريكيين ذوي الأصول الآسيوية و0.15% من سكان جزر المحيط الهادئ و19.21% من الأعراق الأخرى و4.42% من عرقين مختلطين أو أكثر و42.79% من الهسبانيون أو اللاتينيون من أي عرق.
بلغ عدد الأسر 2,964 أسرة كانت نسبة 44% منها لديها أطفال تحت سن الثامنة عشر تعيش معهم، وبلغت نسبة الأزواج القاطنين مع بعضهم البعض 45.5% من أصل المجموع الكلي للأسر، ونسبة 22% من الأسر كان لديها معيلات من الإناث دون وجود شريك، بينما كانت نسبة 7.9% من الأسر لديها معيلون من الذكور دون وجود شريكة وكانت نسبة 24.6% من غير العائلات. تألفت نسبة 20.8% من أصل جميع الأسر من عدة أفراد يعيشون في نفس المنزل ونسبة 12.2% كانت تتألف من شخص يعيش بمفرده يبلغ من العمر 65 عاماً أو أكثر. وبلغ متوسط حجم الأسرة المعيشية 3.30، أما متوسط حجم العائلات فبلغ 3.72.
بلغ العمر الوسطي للسكان 34.7 عاماً. وكانت نسبة 26.2% من القاطنين تحت سن الثامنة عشر، وكانت نسبة 11% بين الثامنة عشر والرابعة والعشرين عاماً، ونسبة 27.5% كانت واقعةً في الفئة العمرية ما بين الخامسة والعشرين والرابعة والأربعين عاماً، ونسبة 23.5% كانت ما بين الخامسة والأربعين والرابعة والستين، ونسبة 11.8% كانت ضمن فئة الخامسة والستين عاماً فما فوق. وتوزع التركيب الجنسي للسكان بنسبة 48.5% ذكور و51.5% إناث.